# Red de niebla

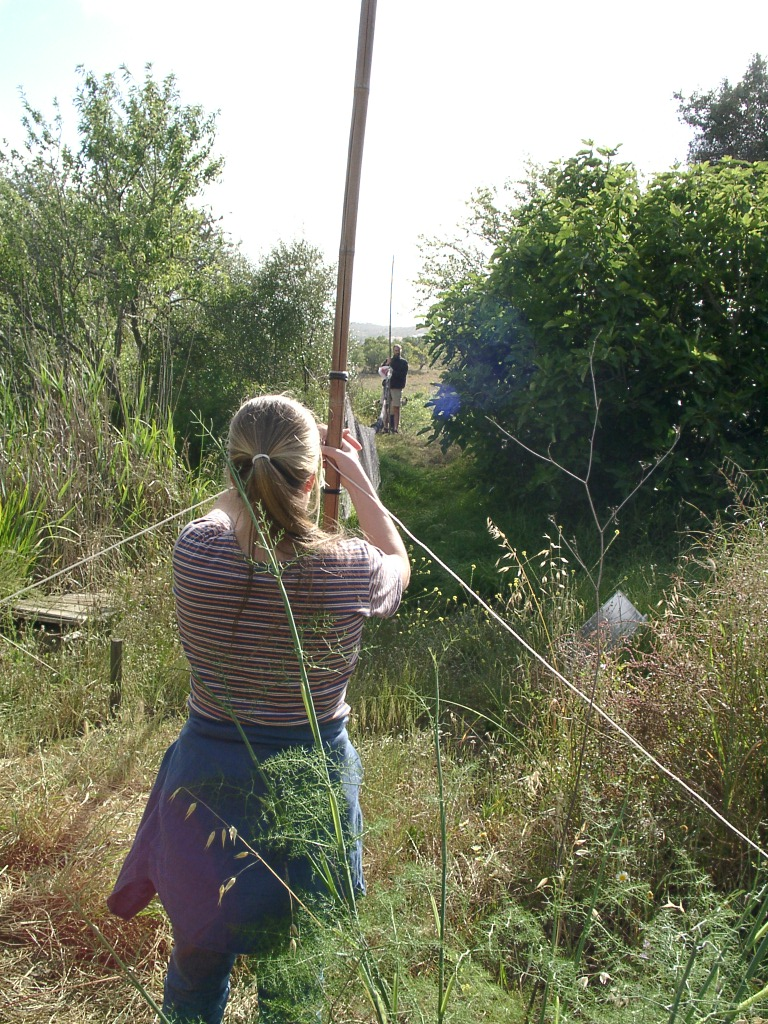
Instalando una red de niebla.

La red de niebla, también conocida como red japonesa o red de neblina, es un sistema para atrapar a los animales que vuelan, principalmente aves y murciélagos. 
Los japoneses las utilizan desde hace trescientos años, y las conocen como Kasumi-ami. Probablemente proceden originalmente de China. Fueron introducidas en Estados Unidos en 1947.
Tradicionalmente se confeccionaban a mano con seda o algodón, pero actualmente se fabrican de modo industrial, en nailon porque son más resistente. Suelen ser de color negro, porque es el más adaptable a ubicaciones variadas. Las medidas son variables, siendo más comunes las de 6, 8 o 12 metros de largo por unos 2 m de altura. Las dimensiones de las redes que se pueden adaptar al emplazamiento en que se deseen colocar y a la especie que se desee atrapar. Se colocan en posición vertical, con un palo en cada extremo, de modo que cuando están instaladas pueden recordar a una red de voleibol. Los palos no se clavan al suelo, sino que se sostienen con cuerdas o tensores que los mantienen fijos, con la red totalmente extendida. Es posible colocar la red en posiciones alejadas del suelo; por ejemplo, en el dosel forestal de la selva, a gran altura. Para ello se suelen instalar poleas que permiten subirlas y bajarlas. Los mejores rendimientos se obtienen en condiciones de luz tenue y en ausencia de vientos, lluvias, nieve y otros fenómenos que delatan con mayor facilidad la presencia de las redes. 
La red está recorrida a lo largo de su máxima longitud por varios hilos paralelos y equidistantes, normalmente 5 o 6, que se mantienen tensos entre los dos palos verticales. Estos hilos horizontales o tensores son fundamentales para atrapar a las aves, como se explicará más adelante.

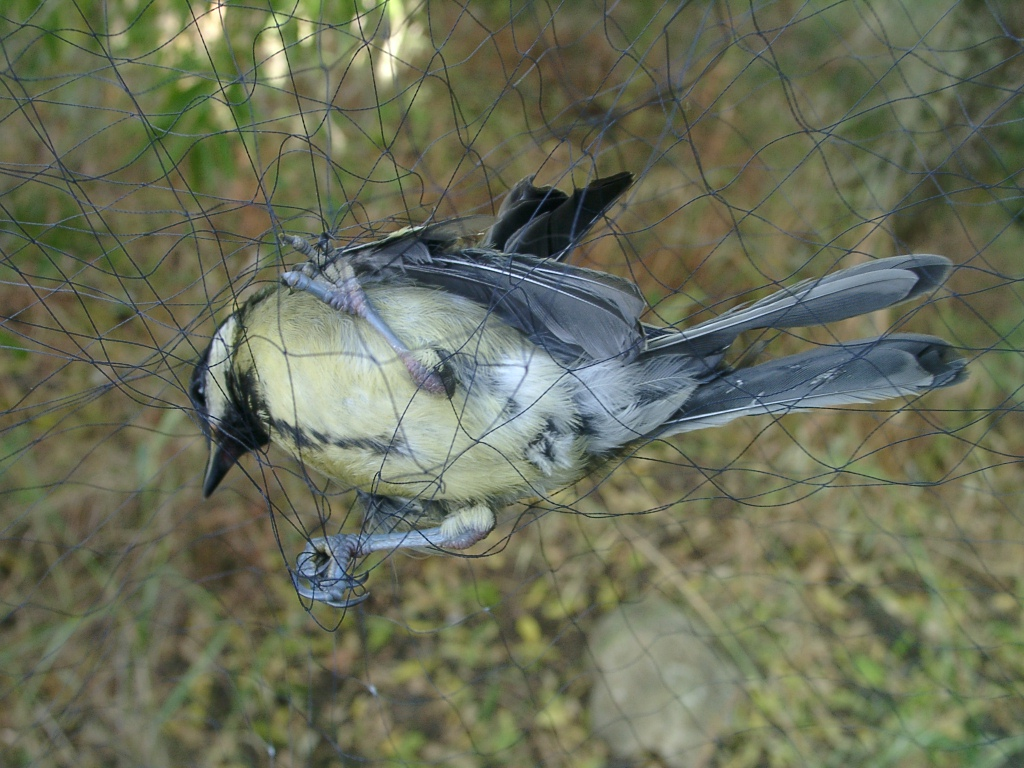
Carbonero común atrapado en la red de niebla

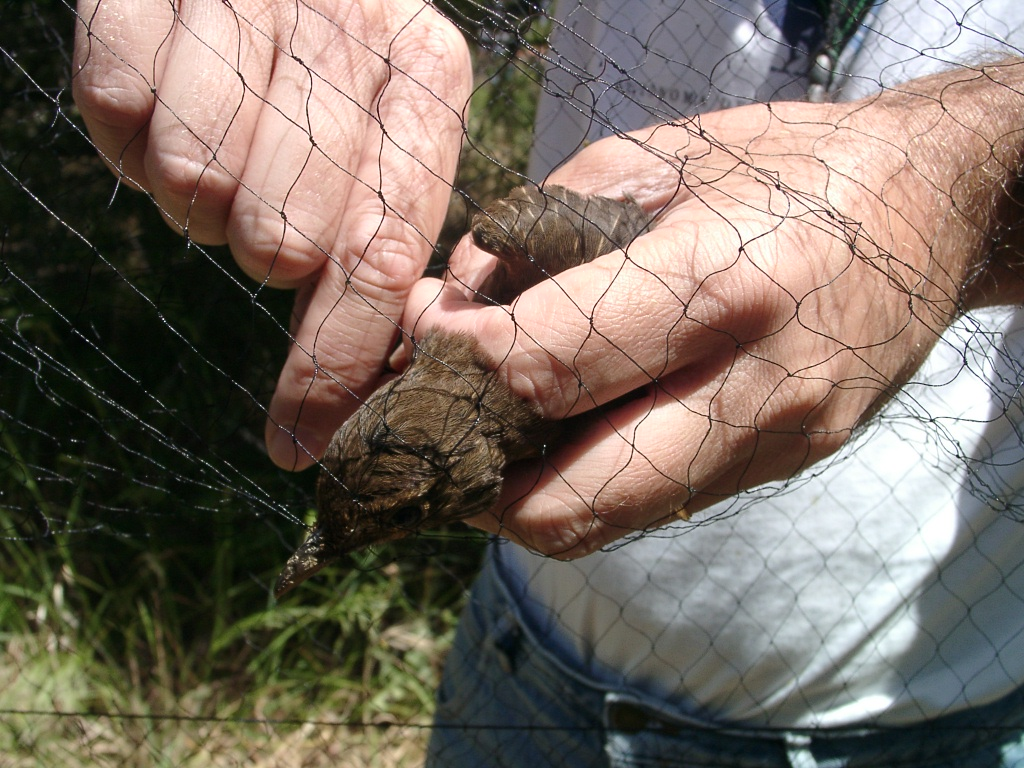
Extrayendo un zorzal común de la red.

La técnica de caza consiste en instalar la red en algún lugar donde se espere el paso de las aves o los murciélagos. Por ejemplo, en un pasillo entre la vegetación. Normalmente no requiere poner ningún tipo de cebo o reclamo para atraer al ave que se desea atrapar, aunque algunas veces sí se hace. Como la malla es muy fina y tras ella hay una vegetación que ofrece contraste de formas y colores, la red permanece invisible incluso para la aguda visión de las aves o la sensible ecolocalización de los murciélagos. Cuando las aves o los murciélagos pretenden pasar por donde está la red, colisionan contra ella y tienden a caer. Quedan entonces atrapados por las bolsas de red que se forman con los tensos hilos horizontales que las recorren longitudinalmente y que quedan inmediatamente debajo del punto de colisión del ave. Al intentar evadirse se van enredando, imposibilitándose su fuga.
La utilización de redes de niebla está reglamentada en muchos países y no suele usarse más que con fines científicos. Su manejo, y especialmente la extracción de los animales atrapados requiere gran destreza y experiencia. Cuando se manejan bien y si se controlan con la suficiente frecuencia, el animal atrapado no sufre ningún daño. Por el contrario, si no se siguen las pautas de extracción necesarias, pueden resultar muy peligrosas para la supervivencia de los ejemplares atrapados.
La gran popularidad de la red japonesa en comparación con otros métodos de captura de aves se basa principalmente en su versatilidad: puede utilizarse para casi todas las especies, desde los minúsculos y delicados colibríes hasta las más poderosas aves de presa, siempre que se elija una red adecuada para esa especie. La red de niebla es ligera, portátil y relativamente fácil de instalar y adaptable a casi todos los hábitats. Su eficacia no es tan alta para atrapar murciélagos, aunque también funciona bien. Sin embargo, tienden a esquivarla con mayor facilidad y suelen romperla en poco tiempo para liberarse cuando resultan atrapados.
Cuando se utilizan redes de niebla debe mantenerse un control sanitario, tanto para quienes la manipulan no contraigan enfermedades que pueden portar las aves como vectores, como para que estas no se contagien entre sí de parásitos y epizootias, porque los agentes causales pueden quedar adheridos al tejido de la red.